# Bóng bàn tại Thế vận hội Mùa hè 2004

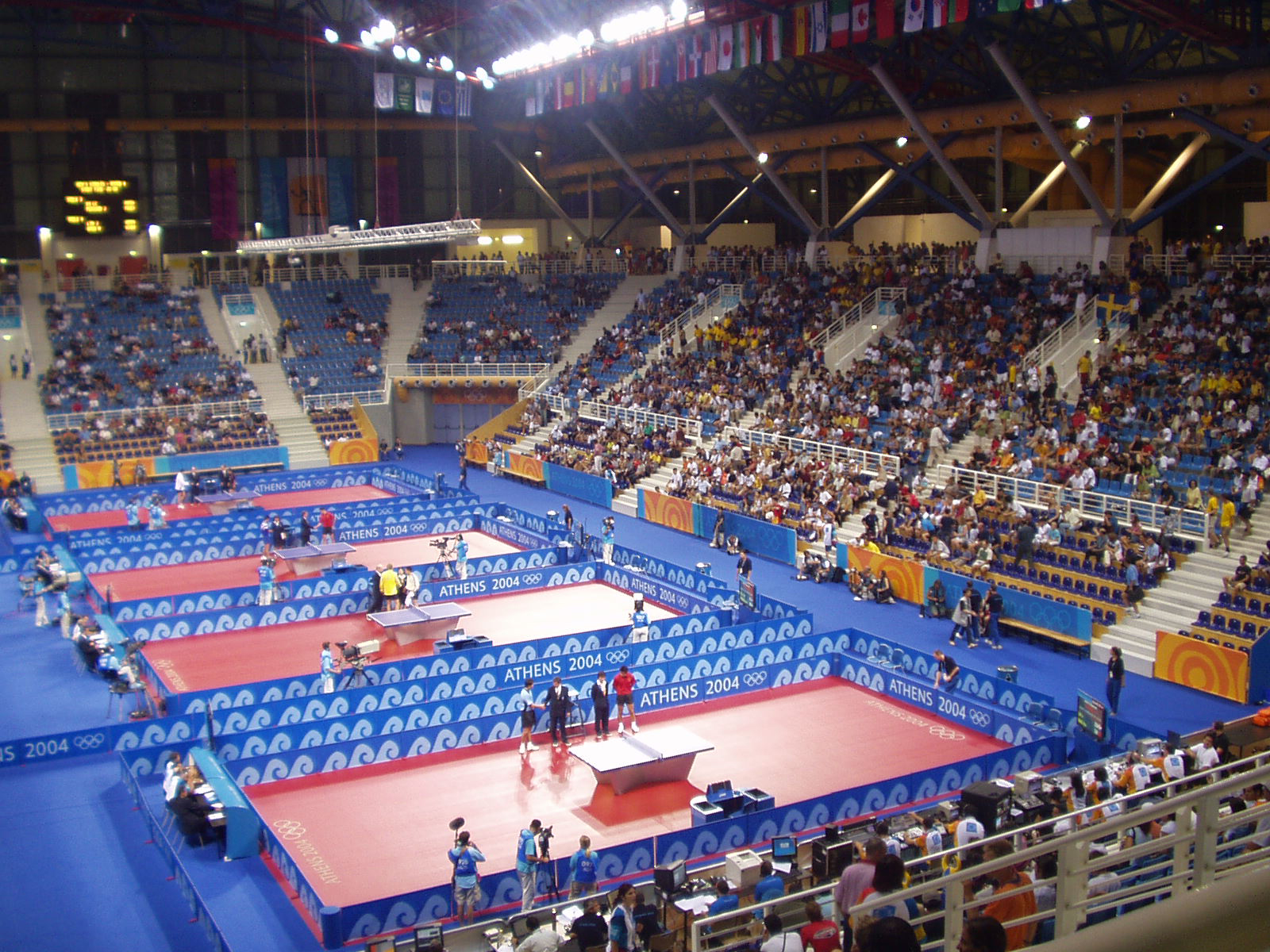
Bóng bàn tại Thế vận hội Mùa hè 2004

Bóng bàn tại Thế vận hội Mùa hè 2004 được tổ chức trong Galatsi Olympic Hall.

## Huy chương
| 1 | Trung Quốc        | 3 | 1 | 2 | 6 |
| 2 | Hàn Quốc          | 1 | 1 | 1 | 3 |
| 3 | Hồng Kông         | 0 | 1 | 0 | 1 |
| 3 | CHDCND Triều Tiên | 0 | 1 | 0 | 1 |
| 4 | Đan Mạch          | 0 | 0 | 1 | 1 |

## Nam

### Đơn
| Hạng | Quốc gia   | Cầu thủ       |
| ---- | ---------- | ------------- |
| 1    | Hàn Quốc   | RYU Seung Min |
| 2    | Trung Quốc | WANG Hao      |
| 3    | Trung Quốc | WANG Liqin    |

### Đôi
| Hạng | Quốc gia   | Cầu thủ                     |
| ---- | ---------- | --------------------------- |
| 1    | Trung Quốc | Qi CHEN / Ma Lin            |
| 2    | Hồng Kông  | Lai Chak KO / Ching LI      |
| 3    | Đan Mạch   | Michael MAZE / Finn TUGWELL |

## Nữ

### Đơn
| Hạng | Quốc gia                             | Cầu thủ      |
| ---- | ------------------------------------ | ------------ |
| 1    | Trung Quốc                           | ZHANG Yining |
| 2    | Cộng hòa Dân chủ Nhân dân Triều Tiên | KIM Hyang Mi |
| 3    | Hàn Quốc                             | KIM Kyung Ah |

### Đôi
| Hạng | Quốc gia   | Cầu thủ                   |
| ---- | ---------- | ------------------------- |
| 1    | Trung Quốc | Nan WANG / ZHANG Yining   |
| 2    | Hàn Quốc   | Eun Sil LEE / Eun Mi SEOK |
| 3    | Trung Quốc | Yue GUO / Jianfeng NIU    |